# Гербы Псковской области
Список гербов муниципальных образований Псковской области Российской Федерации.
На 1 января 2020 года в Псковской области насчитывалось 136 муниципальных образований — 2 городских округа, 24 муниципальных района, 25 городских и 85 сельских поселений.

## Гербы городских округов
| Герб | Наименование                                         | Дата утверждения | Номер в ГГР |
| ---- | ---------------------------------------------------- | ---------------- | ----------- |
|      | Герб муниципального образования «Город Псков»        | 16 июля 2010     | 6264        |
|      | Герб муниципального образования «Город Великие Луки» | 21 июня 2001     | 791         |

## Гербы муниципальных районов
Все 24 муниципальных района области имеют утверждённые гербы.

## Гербы городских поселений
| Герб | Наименование                                                    | Дата утверждения | Номер в ГГР |
| ---- | --------------------------------------------------------------- | ---------------- | ----------- |
|      | Герб городского поселения «Гдов» Гдовского района               | 26 февраля 2002  | 943         |
|      | Герб городского поселения «Дно» Дновского района                | 30 сентября 1996 | 691         |
|      | Герб городского поселения «Пушкиногорье» Пушкиногорского района | 12 августа 2010  | 6361        |

| Герб | Наименование                                                          | Дата утверждения            | Номер в ГГР |
| ---- | --------------------------------------------------------------------- | --------------------------- | ----------- |
|      | Герб городского поселения «Новосокольники» Новосокольнического района | августа 1991                | не внесён   |
|      | Герб городского поселения «Опочка» Опочецкого района                  | 1 марта 2002 5 декабря 2019 | 964         |
|      | Герб городского поселения «Остров» Островского района                 | 27 июня 2002                | 1005        |

## Гербы сельских поселений
| Герб | Наименование                                                                 | Дата утверждения | Номер в ГГР |
| ---- | ---------------------------------------------------------------------------- | ---------------- | ----------- |
|      | Герб муниципального образования «Гультяевская волость» Пустошкинского района | 31 марта 2011    | 6886        |
|      | Герб муниципального образования «Карамышевская волость» Псковского района    | 28 июня 2010     | 6304        |
|      | Герб муниципального образования «Полновская волость» Гдовского района        | 30 июля 2012     | 7896        |

| Герб | Наименование                                                                | Дата утверждения | Номер в ГГР |
| ---- | --------------------------------------------------------------------------- | ---------------- | ----------- |
|      | Герб муниципального образования «Пригородная волость» Пустошкинского района | 31 марта 2011    | 8881        |
|      | Герб муниципального образования «Щукинская волость» Пустошкинского района   | 27 июля 2016     | 11119       |